# Scarlett Marton
Scarlett Marton, née le 15 janvier 1951 à São Paulo, est une philosophe brésilienne. Spécialiste de Nietzsche, elle est professeur émérite à l'université de São Paulo. 

## Biographie
Elle fait partie du conseil scientifique du groupe de recherche international HyperNietzsche, des Nietzsche-Studien, des Monographien und Texte zur Nietzsche-Forschung et de plusieurs revues philosophiques brésiliennes et européennes. 

## Ouvrages
- Les ambivalences de Nietzsche. Types, images et figures féminines, Paris, Éditions de la Sorbonne, 2021.
- Nietzsche, “o bom europeu”. A recepção na Alemanha, na Itália e na França, São Paulo, Editora Unifesp, 2022.
- Non dimenticare la frusta! Nietzsche e l’emanzipazione femminile, Pisa, ETS, 2023.
- Nietzsche, filósofo da suspeita, Belo Horizonte, Editora Autêntica, 2024.

## Articles
- Scarlett Marton, « Le problème du langage chez Nietzsche. La critique en tant que création », Revue de métaphysique et de morale, vol. 74, no 2,‎ 2012, p. 225 (ISSN 0035-1571 et 2102-5177, DOI 10.3917/rmm.122.0225, lire en ligne, consulté le 9 mai 2021)
- « ‘Je fis de ma volonté de santé, de vie, ma philosophie ?’ Nietzsche et le problème de la médecine dans Ecce homo », in I. Wienand, P. Wolting (éds.), Die Frage der Medizin in Nietzsches Philosophie / La question de la médecine dans la philosophie de Nietzsche, Basel, Schwabe Verlag, 2020, p. 153-167.